# Procavia capensis
Espèce
Statut de conservation UICN

 LC  : Préoccupation mineure
Répartition géographique
Le Daman du Cap (Procavia capensis), aussi appelé Daman des rochers, est une espèce de mammifère de l'ordre des Hyracoidea. Superficiellement, il ressemble à une marmotte ou un gros cochon d'Inde avec ses oreilles et sa queue courte. Il est appelé dassie en Afrique du Sud et pimbi en swahili.

## Description
De la taille d'un lièvre, il possède une paire de longues incisives (sortes de défenses) et des molaires qui ressemblent à celles des rhinocéros. Il possède quatre doigts aux pattes antérieures (plantigrade), et trois aux pattes postérieures (semi-digitigrade). Ils ont de grandes soles plantaires avec des coussinets qui sont gardés humides par des sécrétions un peu analogues à de la sueur. Les mâles sont légèrement plus grands que les femelles. 

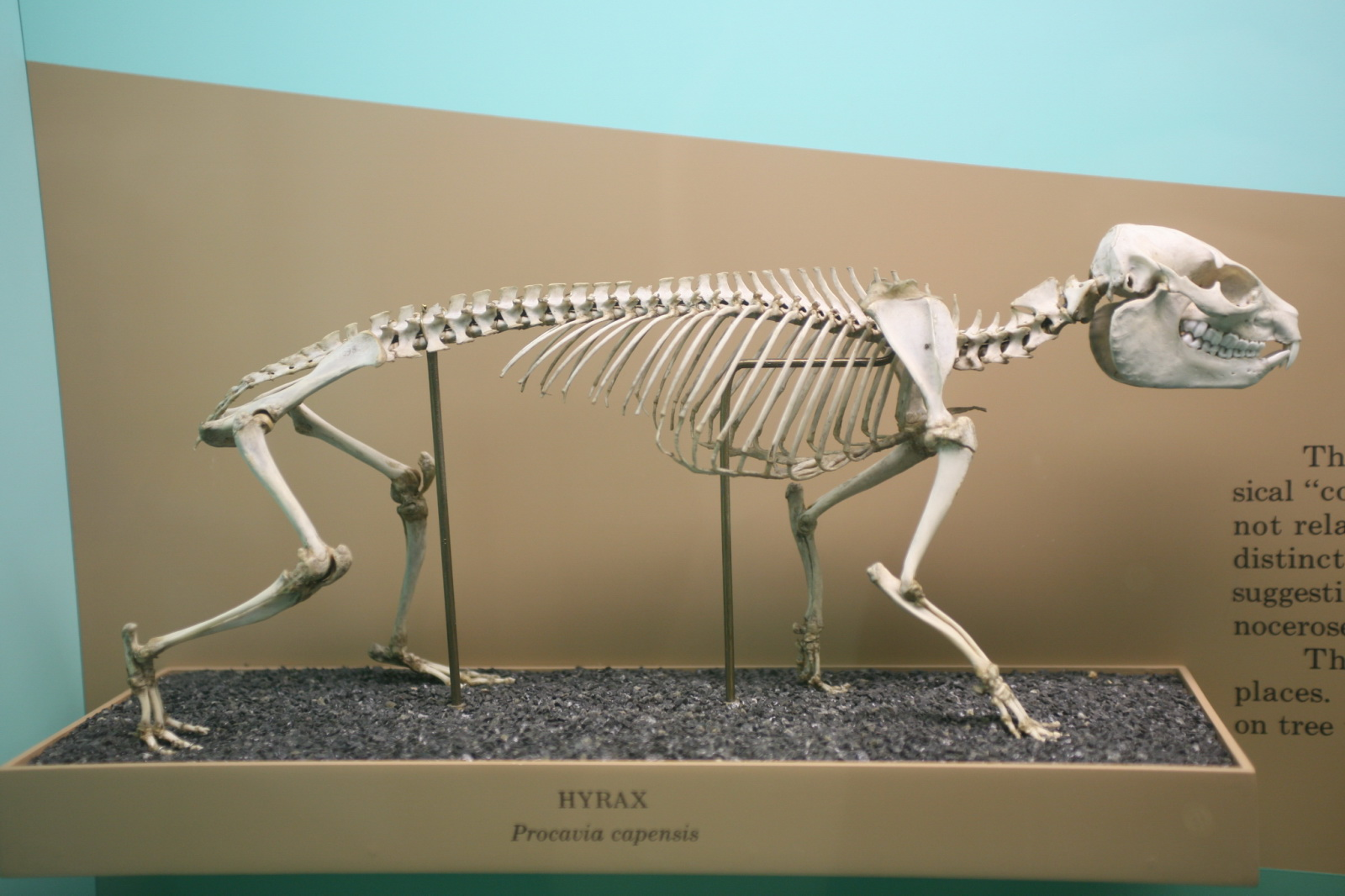
Squelette de daman du Cap.
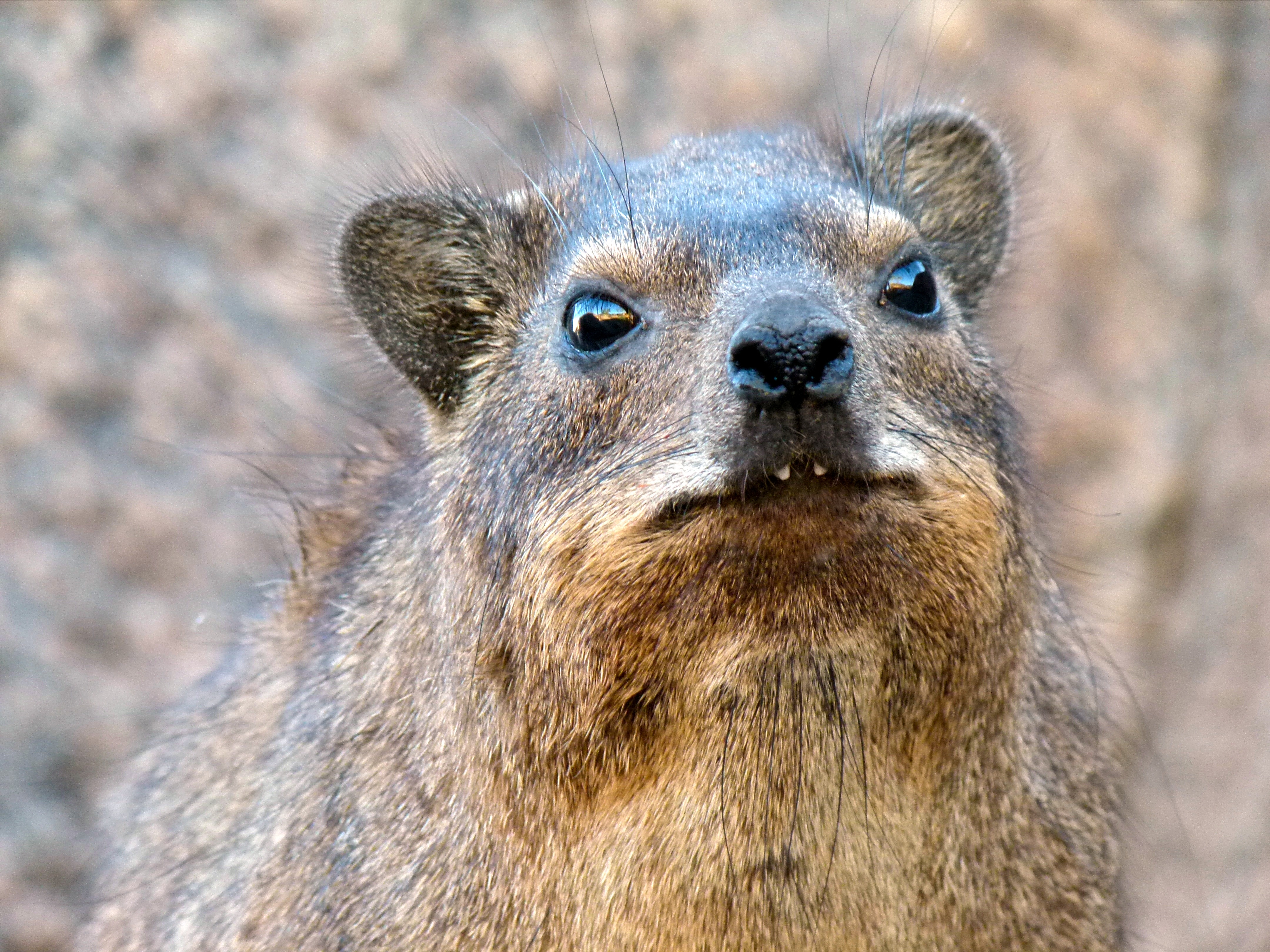
Daman du Cap et ses incisives
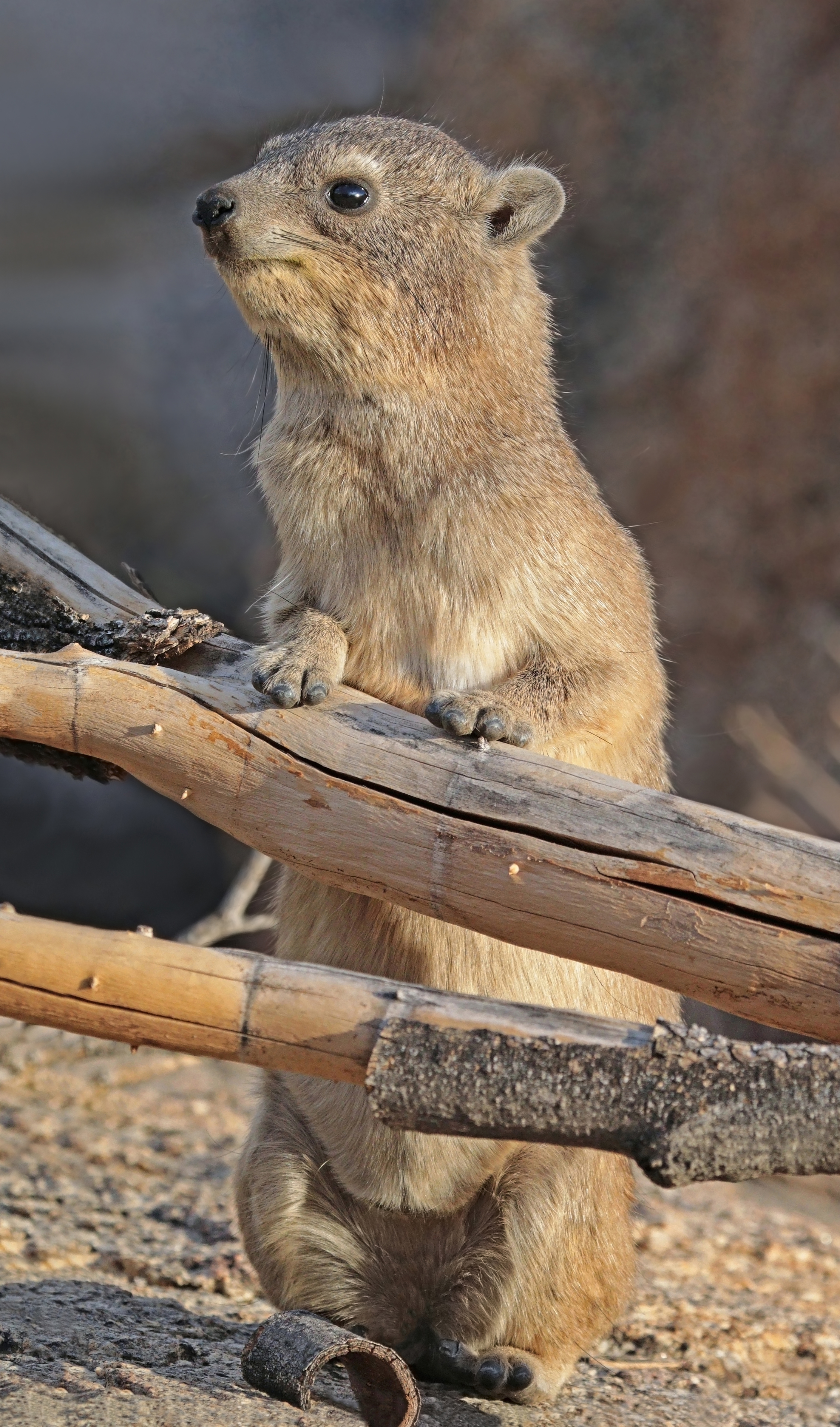
Un daman du Cap en Namibie. Mars 2018.

## Comportement

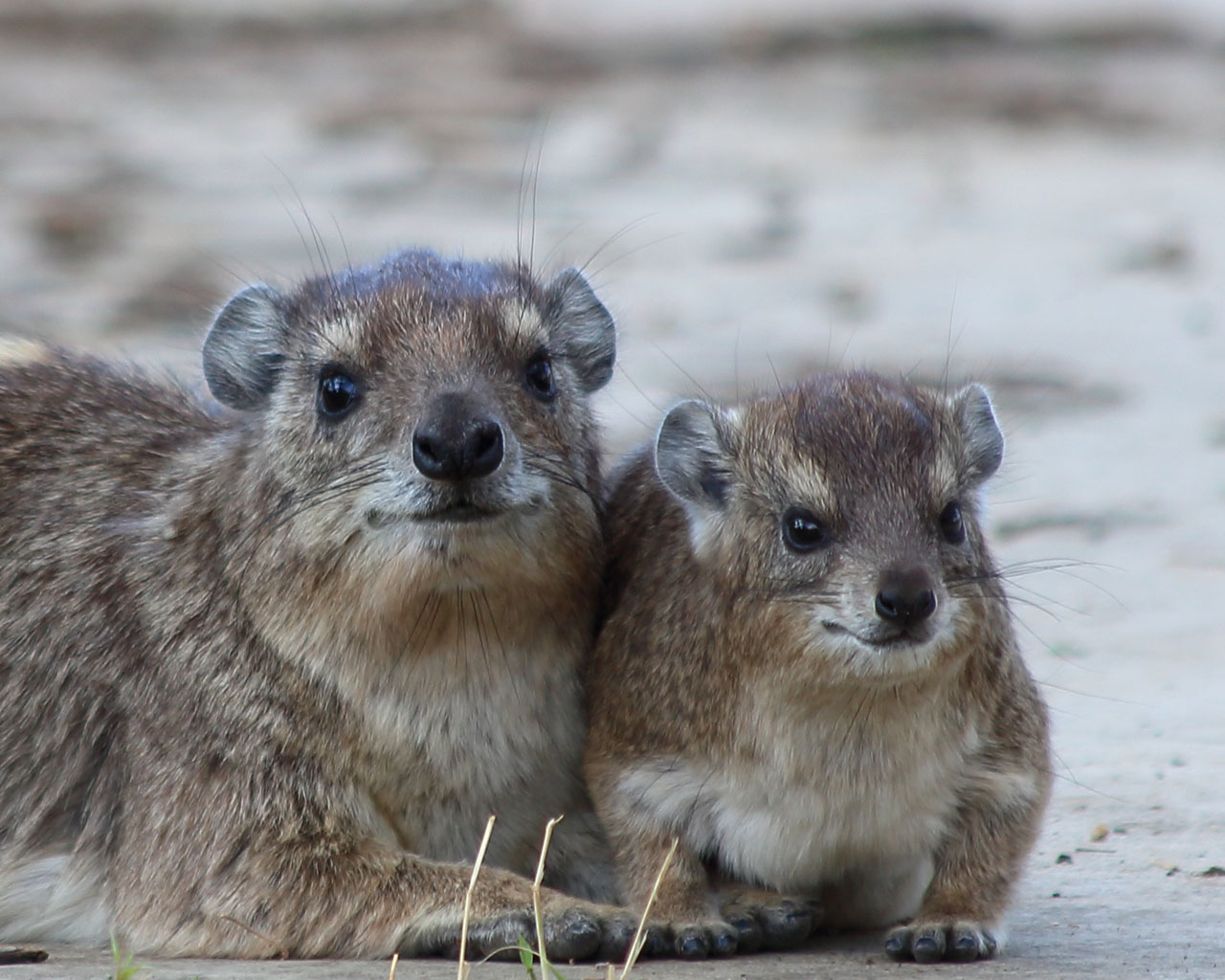
Femelle et son petit, dans le Parc national du Serengeti, Tanzanie.

Ils vivent en groupes pouvant compter jusqu'à 80 individus. Ces groupes sont répartis en petits sous-groupes de quelques familles dirigés par un mâle adulte. Principalement diurnes, ils passent le plus clair de leur temps à se reposer en grandes bandes ou à lézarder seuls au soleil. Ce comportement sert probablement à les aider à réguler leur température corporelle qui varie avec la température ambiante (ils ne sont pas strictement homéothermes).

### Alimentation
Les damans se nourrissent au sol d'herbes variées et dans les arbres de feuillages qu'ils atteignent en grimpant. Ils sont capables de digérer des plantes toxiques pour d'autres espèces. En cas de famine, ils se contentent d'écorces d'arbres auxquels ils peuvent causer des dégâts.

### Reproduction
La femelle donne naissance à deux ou trois jeunes, après une longue (6 à 7 mois) période de gestation. Les jeunes sont bien développés à la naissance avec les yeux complètement ouverts et un pelage complet. Les jeunes peuvent ingérer des aliments solides après deux semaines et sont sevrés à dix semaines. Les jeunes sont sexuellement matures après 16 mois, atteignent leur taille adulte à trois ans, et vivent généralement une dizaine d'années. 

## Hyraceum
Il produit de grandes quantités d'hyraceum (masse collante, mélange  d'excréments et d'urine) qui a été employé dans le traitement traditionnel de plusieurs maladies comme l'épilepsie et les convulsions. Il a été employé en parfumerie comme note de fond de matière première animale proche du castoréum (AuParfum  , AbsesSalaam Attar Parfums ). 

## Parenté avec les éléphants

Trouvé en Namibie en octobre 2012.
Conception.

On les a longtemps considérés comme les plus proches parents vivants des éléphants. Mais tous les scientifiques ne partagent pas ce point de vue. Les études morphologiques et moléculaires récentes révèlent que les siréniens sont les plus proches parents vivants des éléphants, tandis que les damans, même s'ils sont étroitement apparentés, constituent un groupe à part de celui des éléphants et des siréniens, et proches de genres fossiles comme Embrithopoda et Desmostylia.

## Aspects culturels
La Bible mentionne les damans qui vivent en communauté dans les rochers - voir Proverbes 30:26 (Proverbes a été écrit vers le VIIIe siècle av. J.-C.)
Voir également Psaumes (104,18)